# Skander Souayah
Skander Souayah (arab. سكندر سويح) (ur. 20 listopada 1972
roku w Sfaxie) – były tunezyjski piłkarz występujący na pozycji pomocnika.

## Kariera klubowa
Skander Souayah zawodową karierę rozpoczynał w 1992 roku w CS Sfaxien. W zespole tym występował przez kolejne dziewięć lat. Z klubem ze Sfaxu zdobył mistrzostwo Tunezji w 1995, puchar Tunezji 1995, Puchar CAF 1998. W 2001 przeszedł do najlepszego tunezyjskiego klubu Espérance Tunis, w którym grał do 2005 roku. Z klubem z Tunisu trzykrotnie zdobył mistrzostwo Tunezji w 2002, 2003 i 2004. Karierę zakończył w 2005 roku.
W marcu 2002 Souayah został zdyskwalifikowany przez FIFA na sześć miesięcy za stosowanie dopingu.

## Kariera reprezentacyjna
W reprezentacji Tunezji Skander Souayah zadebiutował w 1994 roku. W tym samym roku uczestniczył w Pucharze Narodów Afryki.
W 1998 Skander Souayah wystąpił na Mistrzostwach Świata, na których zespół prowadzony przez Henryka Kasperczaka nie wyszedł z grupy i odpadł z turnieju. Na imprezie tej Souayah zagrał we wszystkich trzech meczach grupowych. W spotkaniu z reprezentacją Rumunii zdobył jedyną bramkę dla Tunezji w Mundialu.